# Mona Mårtenson

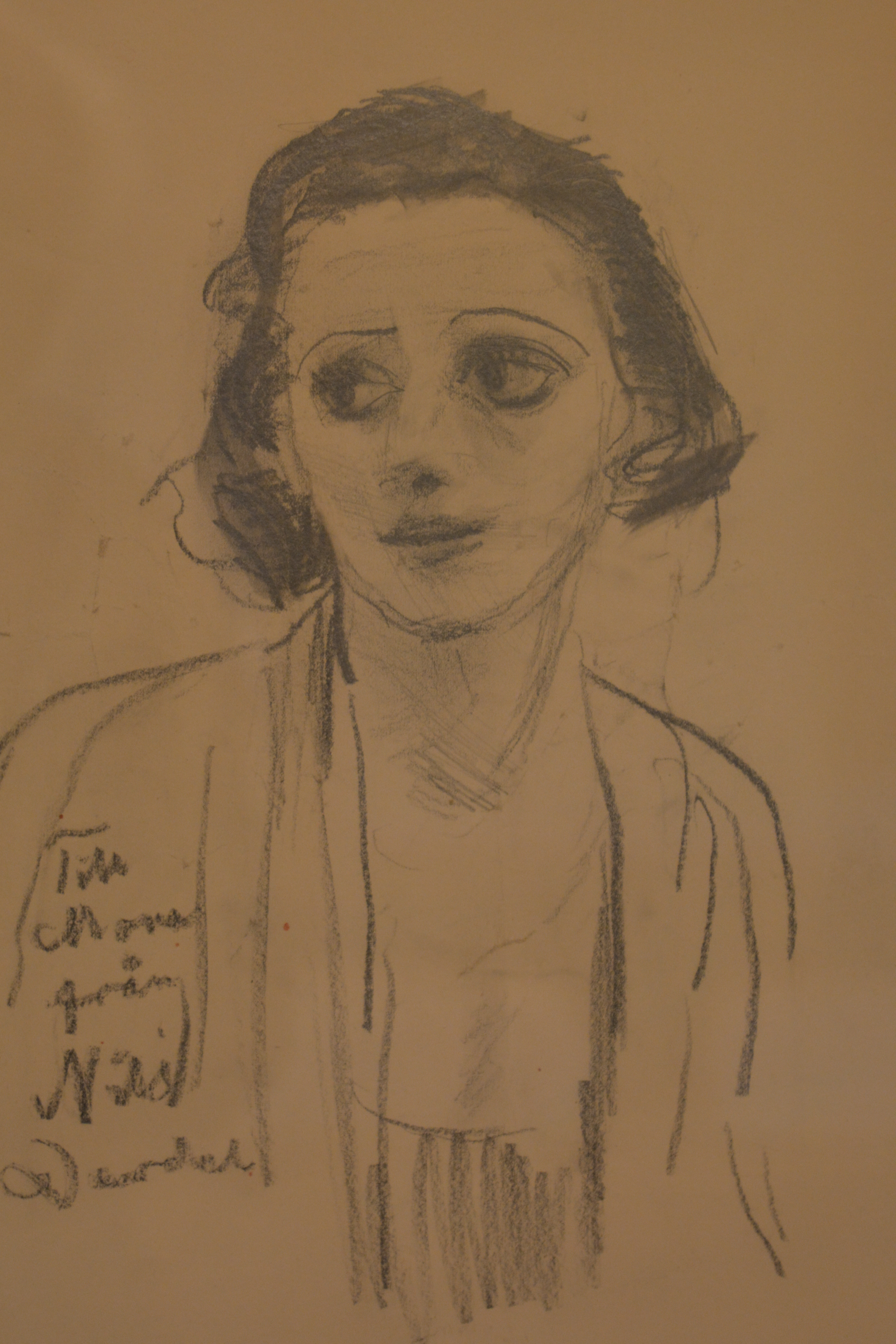
Mona Mårtensson dibujada por Nils Dardel en 1930

Mona Mårtenson (4 de mayo de 1902 – 8 de julio de 1956) fue una actriz teatral y cinematográfica sueca. Actuó en 28 filmes entre 1923 y 1949.

## Biografía
Nacida en Estocolmo, Suecia, su nombre completo era Monica Ingeborg Elisabeth Mårtenson. Criada en Helsingborg, cursó estudios de arte dramático en la escuela del teatro Dramaten. 
Debutó en el cine con la cinta Anderssonskans Kalle på nya upptåg (1923), dirigida por Sigurd Wallén. Ese mismo año, Mona y su compañera de clase Greta Garbo fueron seleccionadas para hacer una prueba con el destacado director sueco Mauritz Stiller. Las dos fueron escogidas para actuar en el film épico Gösta Berlings saga (1924), basado en la novela escrita en 1892 por Selma Lagerlöf, y en el cual también actuaba Lars Hanson.
Tras el éxito de la película, Garbo, Hanson y Stiller fueron invitados a viajar a Hollywood, pero Mårtenson habría declinado aceptar una oferta de contrato de Louis B. Mayer. Ella se quedó en Estocolmo, donde trabajó en el Teatro Dramaten, aunque siguió actuando en el cine, rodando Skeppargatan 40 (1925, con dirección de Gustaf Edgren e interpretación de Einar Hanson), Karl XII (1925, dirigida por John W. Brunius, con Gösta Ekman) y Ingmarsarvet (1925, de Gustaf Molander, con Conrad Veidt). Molander dirigió a Mårtenson y a Lars Hanson en otra adaptación de Selma Lagerlöf, Till österland (1926), rodada en Jaffa, Israel. Volvió a actuar para Molander en Förseglade läppar (1927), actuando con Fred Louis Lerch y Sandra Milovanoff. El film, basado en una historia de Guy de Maupassant, fue una gran éxito en Suecia, debiendo interpretar el papel protagonista la actriz francesa Geneviève Cargese, que enfermó en Estocolmo y fue sustituida por Mårtenson.
En Alemania, Mårtenson actuó en Die Frau im Talar (1929, de Adolf Trotz, con Aud-Egede Nissen y Paul Richter). En Noruega actuó en el melodrama romántico Laila (1929, de George Schnéevoigt), interpretando al personaje del título. En la cinta actuaba junto a Peter Malberg, Henry Gleditsch y Harald Schwenzen. Schnéevoigt también la dirigió en Eskimå (1930), con Paul Richter como protagonista.
En 1930 dejó el Dramaten y pasó al Lorensbergsteatern de Gotemburgo. En la comedia muda I kantonnement (1932, de Lau Lauritzen, Sr.), ella trabajó junto al dúo cómico Fi og By (Carl Schenstrøm y Harald Madsen). Mårtenson continuó con su trayectoria en la pantalla tras la llegada del cine sonoro, rodando I nöd och lust (1938, de Ivar Johansson) y Västkustens hjältar (1940, de Lau Lauritzen y Alice O'Fredericks, con Fritiof Billquist). En sus últimos años hizo pequeños papeles en películas escandinavas, siendo la última de ellas Pippi Långstrump (1949, de Per Gunvall, con Viveca Serlachius).
Mona Mårtenson falleció en 1956 en Estocolmo, a los 54 años de edad.

## Teatro
- 1922 : Äventyret, de Gaston Arman de Caillavet y Robert de Flers, escenografía de Karl Hedberg, Dramaten
- 1922 : Herr Sleeman kommer, de Hjalmar Bergman, escenografía de Olof Molander, Dramaten
- 1923 : Sköldpaddskammen, de Richard Kessler, escenografía de Karl Hedberg, Dramaten
- 1923 : Föräldrar, de Otto Benzon, escenografía de Olof Molander, Dramaten
- 1925 : La dama de las camelias, de Alexandre Dumas (hijo), escenografía de Olof Molander, Dramaten
- 1932 : Toni, de Gina Kaus, escenografía de Naima Wifstrand, Nya Intima teatern[1]
- 1932 : Pengar på banken, de Beda y Klemens, escenografía de Erik Berglund, Teatro Folkan[2]
- 1932 : Svensson, de Gustaf H. Lundberg, escenografía de Erik Berglund, Folkan[3]
- 1932 : Adam och Evorna, de Sigurd Hoel y Helge Krog, escenografía de Gösta Ekman, Folkan[4]
- 1932 : I de bästa familjer, de Anita Hart y Maurice Braddell, escenografía de Gösta Ekman, Folkan[5]
- 1933 : Middag kl. 8, de George S. Kaufman y Edna Ferber, escenografía de Gösta Ekman, Vasateatern[6][7][8]
- 1934 : Hamlet, de William Shakespeare, escenografía de Per Lindberg, Vasateatern[9][10]
- 1934 : Män i vitt, de Sidney Kingsley, escenografía de Per Lindberg, Vasateatern[11][12]
- 1936 : Idyll 1936, de Harold Marsh Harwood, escenografía de Pauline Brunius, Blancheteatern[13]
- 1937 : Påsk, de August Strindberg, escenografía de Johan Falck, Vasateatern[14]
- 1938 : Kvinnorna, de Clare Boothe Luce, escenografía de Rune Carlsten, Dramaten
- 1938 : Sex trappor upp, de Alfred Gehri, escenografía de Pauline Brunius, Dramaten
- 1939 : Mitt i Europa, de Robert E. Sherwood, escenografía de Rune Carlsten, Dramaten
- 1939 : Nederlaget, de Nordahl Grieg, escenografía de Svend Gade, Dramaten
- 1940 : Koppla av, de Moss Hart, escenografía de Carlo Keil-Möller, Dramaten
- 1943 : Kungen, de Robert de Flers, Emmanuel Arène y Gaston Arman de Caillavet, escenografía de Rune Carlsten, Dramaten
- 1950 : Amor de don Perlimplín con Belisa en su jardín, de Federico García Lorca, escenografía de Göran Gentele, Dramaten
- 1951 : La cabaña del tío Tom, de Harriet Beecher Stowe, escenografía de Carl-Henrik Fant, Dramaten
- 1952 : De vises sten, de  Pär Lagerkvist, escenografía de Alf Sjöberg, Dramaten

## Filmografía
- 1923 : Anderssonskans Kalle på nya upptåg
- 1924 : Livet på landet
- 1924 : Gösta Berlings saga
- 1925 : Ingmarsarvet
- 1925 : Karl XII del II
- 1925 : Karl XII
- 1925 : Skeppargatan 40
- 1926 : Bröllopet i Bränna
- 1926 : Till Österland
- 1927 : Förseglade läppar
- 1928 : Viddernas folk
- 1929 : Laila
- 1929 : Fröken statsadvokat
- 1930 : Eskimå
- 1931 : Fy og Bi i Kantonnement
- 1934 : Simon i Backabo
- 1938 : I nöd och lust
- 1938 : Karriär
- 1940 : Västkustens hjältar
- 1941 : Bara en kvinna
- 1941 : Det sägs på stan
- 1942 : Vårat gäng
- 1942 : Gula kliniken
- 1944 : Lilla helgonet
- 1944 : Mitt folk är icke ditt
- 1945 : Det var en gång...
- 1949 : Pippi Långstrump